# مقاطعة متيرة

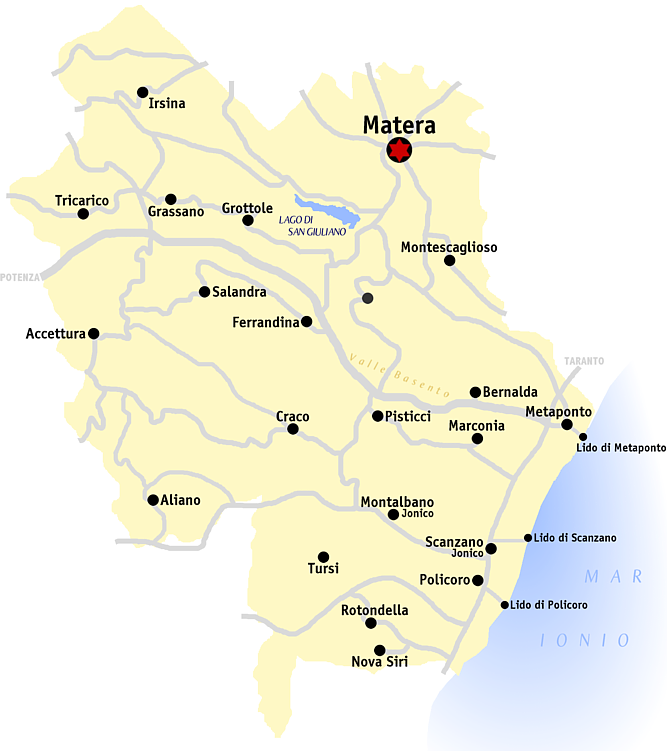

مقاطعة متيرة أو ماتيرا (بالإيطالية: Provincia di Matera)‏، مقاطعة إيطالية بإقليم بازيليكاتا جنوبي البلاد. عاصمتها مدينة متيرة.
يبلغ عدد سكانها 203.624 نسمة، ومساحتها 3446 كيلومتر مربع، وبها 31 بلدية.
تطل شرقاً على البحر الأيوني، ويحدها من الشمال إقليم بولية (عند مقاطعة باري ومقاطعة طارنت)، ومن الغرب مقاطعة بوتنسا، وجنوباً إقليم قلورية (عند مقاطعة كوزنسا).

## أعلام
- كارلو ليفي